# La Goulafrière
Goulafrière – miejscowość i gmina we Francji, w regionie Normandia, w departamencie Eure.
Według danych na rok 1990 gminę zamieszkiwało 158 osób, a gęstość zaludnienia wynosiła 11 osób/km² (wśród 1421 gmin Górnej Normandii Goulafrière plasuje się na 741 miejscu pod względem liczby ludności, natomiast pod względem powierzchni na miejscu 160).